# Военнослужещ
Военнослужещ е човек, който служи във въоръжените сили на страната.
Военнослужещият може да е на активна служба (войник, моряк, пилот и т.н.) и да участва в активните войски на една страна, а може и да бъде резервист. Не е задължително обаче военнослужещият да е военно лице, подготвено за специфични операции. В почти всички въоръжени сили по света съществува корпус от цивилни служители, които изпълняват административни функции за армията.
Например Въоръжените сили на България към 2011 година са с численост 44 100 души, от които Българската армия е 34 500, вкл. 4100 цивилни служители.